# Нина (певица)
Нина е българска попфолк певица.

## Биография и творчество
Кариерата ѝ стартира през 2000 г. с музикална компания „Ара Аудио-видео“, която издава нейния дебютен и единствен албум „Лъвица“, чиято песен се превръща в хит и за една година се нарежда до големите имена в попфолка. Други нейни популярни песни са „Обичам друг (Па-па)“, „Отпусни педала“ и баладата „Дъжд студен“. На следващата година прекратява музикалната си кариера, за да завърши висшето си образование, след което се запознава със своя съпруг. През 2003 г. се дипломира в музикалната академия в Пловдив, но завършва и следдипломна квалификация. През 2005 г. ражда дъщеря си Александра. През 2010 г. обявява, че ще се завърне на сцената, но това не се случва. Понастоящем работи в застрахователния бизнес.

## Дискография

### Студийни албуми
- Лъвица (2000)

1. Обичам друг (Па-па)
2. Лъвица
3. Готин
4. Ела
5. Две сълзи
6. Огън от любов
7. Весели се
8. Дъжд студен
9. Отпусни педала
10. Не така
11. Стига вече
12. Истински жени

### Песни извън албум
1. Среща (2001)

## Видеоклипове
| Видеоклип           | Премиера | Албум  |
| ------------------- | -------- | ------ |
| Лъвица              | 2000     | Лъвица |
| Обичам друг (Па-па) | 2000     | Лъвица |
| Отпусни педала      | 2000     | Лъвица |
| Дъжд студен         | 2000     | Лъвица |
| Стига вече          | 2000     | Лъвица |